# Данило Гладкий
Данило Гладкий (*д/н —бл. 1758) — український політичний та військовий діяч, кошовий отаман Війська Запорозького у 1753 та 1757 роках. Підписувався Данило Стефанів Гладкий.

## Життєпис
Походив зі шляхтичів. Припускають, що його батьком був Стефан Гладкий, кошовий отаман 1741 року. Про місце і дату народження нічого невідомо. Був козаком Іркліївського куреня. Обирався військовим осавулом (щодо дати — невідомо). У жовтні 1753 році обирається кошовим отаманом замість Семена Єремієвича. На його час припали суперечки з лівобережними козаками за кордони Вольностей Запорозьких біля річки Самара. У запорізьких козаків стали вимагати оригінальні документи на право володіння їхніми вольностями. На цю вимогу кошовий Данило Гладкий 6 жовтня 1753 року надіслав у малоросійську Генеральну військову канцелярію копії універсалу гетьмана Богдана Хмельницького 1655 року й указу російської імператриці Єлизавети Петрівни 1746 року й просив гетьмана Кирила Розумовського, щоб і він «по силі того гетьмана Богдана Хмельницького універсалу» підтвердив власним універсалом права запорожців на землі, якими вони володіють. Але гетьман Розумовський відмовився виконати прохання запорожців на підставі лише ніким не засвідчених копій дарчих документів, особливо копії універсалу Хмельницького.
У результаті проблема виявилася нерозв'язаною, а частина землі запорожців було захоплена сербами. Незадоволені козаки у січні 1754 році відмовилися переобрати Гладкого, який поступився булавою Григорію Лантуху.
У 1755 році Гладкий очолив запорозьку делегацію до Санкт-Петербургу, до якої також увійшли Петро Калнишевський та Івана Чугуєвець. Запорозький уряд — Кіш забезпечив їх докладною інструкцією й доручив передати царському уряду петицію з повідомленням про захоплення запорозьких земель Ново-Сербією, Слобідським полком і Донським військом. У петиції також викладалося прохання скасувати встановлене у 1755 році мито на сіль, яку вивозила Запорозька Січ. Узагалі просили дозволити без мита везти із Запорожжя коней, худобу, звіра, хутра, а на Запорожжя ввозити харчі.
Царським сановникам, вельможам, сенаторам Січ, сподіваючись на їхню підтримку, направляла дарунки (фактично хабарі) — горілку, вино, рибу, коштовні речі. Згідно реєстрів посилалися навіть верблюди. Приїхавши, депутати встановили тісні контакти з гетьманом України Кирилом Разумовським, який того часу був у Петербурзі. Потім Кіш в особливому посланні дякував йому за підтримку. Наслідком дипломатичної діяльності Гладкого і Калнишевського була грамота імператриці Єлизавети від 10 червня 1756 року з указом задовольнити прохання Запорозької Січі щодо мита, однак відмовити в претензіях на землі. Щоправда, в цій імператорській грамоті було наказано створити змішану комісію для опису запорозьких земель і розмежування їх із Ново-Сербією та Новослобідським полком. Крім того, було дозволено привозити на Січ всі потрібні їм речі для харчування (окрім безмитної солі) і одягу, а січовикам продавати до Гетьманщини і Речі Посполитої худобу і шкури.
У 1756 році повертається на Січ, а у 1757 році вдруге обирається кошовим отаманом. Про його діяльність під час цієї каденції відомо замало. Активно листувався з Межигірським монастирем та Київськими митрополитами, допомагаючи фінансово православній церкві.
Намагався заселити північні та східні паланки, щоб зміцнити кордони і мати противагу проти незаконного їх захоплення сербами та донськими козаками. Так, відомо про його дозвіл облаштування зимовників на річці Кальчик (приток Кальміусу). Помер близько 1758 року.